# New York Knicks 1969-1970
La stagione 1969-70 dei New York Knicks fu la 21ª nella NBA per la franchigia.
I New York Knicks vinsero la Eastern Division con un record di 60-22. Nei play-off vinsero la semifinale di division con i Baltimore Bullets (4-3), la finale di conference con i Milwaukee Bucks (4-1), vincendo poi il titolo battendo nella finale NBA i Los Angeles Lakers (4-3).
I Knicks 1969-1970 sono stati inseriti nel 1996 tra le 10 migliori squadre della storia NBA.

## Eastern Division
| Squadra            | V  | P  | %    | GB |
| ------------------ | -- | -- | ---- | -- |
| N.Y. Knicks C      | 60 | 22 | 73,2 | -  |
| Milwaukee Bucks    | 56 | 26 | 68,3 | 4  |
| Baltimore Bullets  | 50 | 32 | 61,0 | 10 |
| Philadelphia 76ers | 42 | 40 | 51,2 | 18 |
| Cincinnati Royals  | 36 | 46 | 43,9 | 24 |
| Boston Celtics     | 34 | 48 | 41,5 | 26 |
| Detroit Pistons    | 31 | 51 | 37,8 | 29 |

## Roster
| \| Pos. \| Num. \| Naz. \| Nome \| Altezza \| Peso \| Data nascita \| Provenienza \| \| ---- \| ---- \| ---- \| ----------------- \| ------- \| ------ \| ------------ \| ----------------- \| \| G/AP \| 12 \| \| Barnett, Dick \| 193 cm \| 86 kg \| 02-10-1936 \| Tennessee State \| \| C \| 17 \| \| Bowman, Nate \| 208 cm \| 104 kg \| 19-03-1943 \| Wichita State \| \| G/AP \| 24 \| \| Bradley, Bill \| 196 cm \| 93 kg \| 28-07-1943 \| Princeton \| \| G/AP \| 22 \| \| DeBusschere, Dave \| 198 cm \| 100 kg \| 16-10-1940 \| Detroit-Mercy \| \| A/C \| 10 \| \| Frazier, Walt \| 193 cm \| 91 kg \| 29-03-1945 \| Southern Illinois \| \| A/C \| 20 \| \| Hosket, Bill \| 203 cm \| 102 kg \| 20-12-1946 \| Ohio State \| \| A/C \| \| \| Jackson, Phil \| 203 cm \| 100 kg \| 17-09-1945 \| North Dakota \| \| A \| 5 \| \| May, Don \| 193 cm \| 91 kg \| 03-01-1946 \| Dayton \| \| A/C \| 19 \| \| Reed, Willis \| 206 cm \| 107 kg \| 25-06-1942 \| Grambling State \| \| G/AP \| 6 \| \| Riordan, Mike \| 193 cm \| 91 kg \| 09-07-1945 \| Providence \| \| G/AP \| 33 \| \| Russell, Cazzie \| 196 cm \| 99 kg \| 07-06-1944 \| Michigan \| \| A/C \| 9 \| \| Stallworth, Dave \| 201 cm \| 91 kg \| 20-12-1941 \| Wichita State \| \| G/AP \| 16 \| \| Warren, John \| 191 cm \| 82 kg \| 07-07-1947 \| St. John's \| | Allenatore - Red Holzman Legenda - (C) Capitano - (FA) Free agent - (S) Sospeso - (TW) Contratto Two-way - (GL) Assegnato a squadra G League affiliata - Infortunato Roster • Transazioni · Ultima transazione: 30 maggio 1970 |                        |                   |         |        |              |                   |
| Pos. | Num. | Naz.                   | Nome              | Altezza | Peso   | Data nascita | Provenienza       |
| G/AP | 12 | Stati Uniti (bandiera) | Barnett, Dick     | 193 cm  | 86 kg  | 02-10-1936   | Tennessee State   |
| C | 17 | Stati Uniti (bandiera) | Bowman, Nate      | 208 cm  | 104 kg | 19-03-1943   | Wichita State     |
| G/AP | 24 | Stati Uniti (bandiera) | Bradley, Bill     | 196 cm  | 93 kg  | 28-07-1943   | Princeton         |
| G/AP | 22 | Stati Uniti (bandiera) | DeBusschere, Dave | 198 cm  | 100 kg | 16-10-1940   | Detroit-Mercy     |
| A/C | 10 | Stati Uniti (bandiera) | Frazier, Walt     | 193 cm  | 91 kg  | 29-03-1945   | Southern Illinois |
| A/C | 20 | Stati Uniti (bandiera) | Hosket, Bill      | 203 cm  | 102 kg | 20-12-1946   | Ohio State        |
| A/C | | Stati Uniti (bandiera) | Jackson, Phil     | 203 cm  | 100 kg | 17-09-1945   | North Dakota      |
| A | 5 | Stati Uniti (bandiera) | May, Don          | 193 cm  | 91 kg  | 03-01-1946   | Dayton            |
| A/C | 19 | Stati Uniti (bandiera) | Reed, Willis      | 206 cm  | 107 kg | 25-06-1942   | Grambling State   |
| G/AP | 6 | Stati Uniti (bandiera) | Riordan, Mike     | 193 cm  | 91 kg  | 09-07-1945   | Providence        |
| G/AP | 33 | Stati Uniti (bandiera) | Russell, Cazzie   | 196 cm  | 99 kg  | 07-06-1944   | Michigan          |
| A/C | 9 | Stati Uniti (bandiera) | Stallworth, Dave  | 201 cm  | 91 kg  | 20-12-1941   | Wichita State     |
| G/AP | 16 | Stati Uniti (bandiera) | Warren, John      | 191 cm  | 82 kg  | 07-07-1947   | St. John's        |